# Parafia Narodzenia Najświętszej Maryi Panny w Ignalinie
Parafia Narodzenia Najświętszej Maryi Panny w Ignalinie – parafia rzymskokatolicka, administracyjnie należąca do archidiecezji wileńskiej, znajdująca się w dekanacie ignalińskim. 